# Schnepfenried

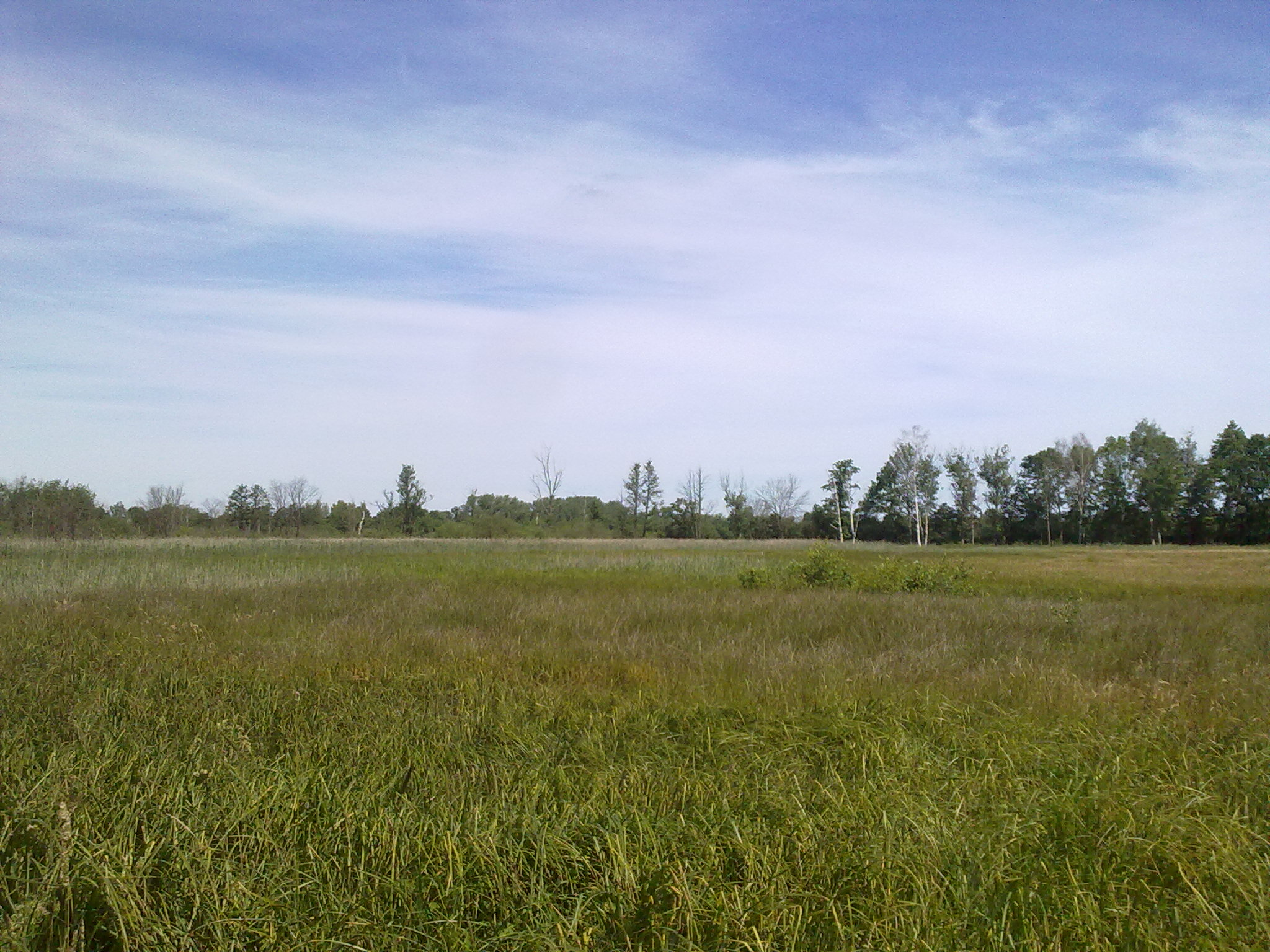
Naturschutzgebiet Schnepfenried (Juni 2014)

Das Naturschutzgebiet Schnepfenried liegt auf dem Gebiet der Stadt Cottbus in Brandenburg. Das rund 40,1 ha große Naturschutzgebiet erstreckt sich am südwestlichen Stadtrand auf dem Gebiet der Stadtteile Sachsendorf und Ströbitz. Östlich des Gebietes verläuft die B 169 und südlich die A 15.

## Bedeutung
Das Gebiet mit der Kenn-Nummer 1566 wurde mit Verordnung vom 20. Dezember 1996 unter Naturschutz gestellt.